# Stazione meteorologica di Frassinoro Piandelagotti
La stazione meteorologica di Frassinoro Piandelagotti è la stazione meteorologica di riferimento relativa all'omonima località del territorio comunale di Frassinoro.

## Coordinate geografiche
La stazione meteorologica si trova nell'Italia nord-orientale, in Emilia-Romagna, in provincia di Modena, nel comune di Frassinoro, in località Piandelagotti, a 1.209 metri s.l.m. e alle coordinate geografiche 44°13′N 10°32′E.

## Dati climatologici
In base alla media trentennale di riferimento 1961-1990, la temperatura media del mese più freddo, gennaio, si attesta a -1,0 °C; quella del mese più caldo, luglio, è di +16,8 °C .
| FRASSINORO PIANDELAGOTTI | Mesi | Mesi | Mesi | Mesi | Mesi | Mesi | Mesi | Mesi | Mesi | Mesi | Mesi | Mesi | Stagioni | Stagioni | Stagioni | Stagioni | Anno |
| FRASSINORO PIANDELAGOTTI | Gen  | Feb  | Mar  | Apr  | Mag  | Giu  | Lug  | Ago  | Set  | Ott  | Nov  | Dic  | Inv      | Pri      | Est      | Aut      | Anno |
| ------------------------ | ---- | ---- | ---- | ---- | ---- | ---- | ---- | ---- | ---- | ---- | ---- | ---- | -------- | -------- | -------- | -------- | ---- |
| T. max. media (°C)       | 1,1  | 1,8  | 4,4  | 8,5  | 13,3 | 18,0 | 20,3 | 19,4 | 15,7 | 9,8  | 5,3  | 2,6  | 1,8      | 8,7      | 19,2     | 10,3     | 10,0 |
| T. min. media (°C)       | −3,1 | −2,8 | −0,7 | 3,0  | 7,0  | 11,1 | 13,2 | 13,0 | 10,0 | 5,4  | 1,5  | −1,2 | −2,4     | 3,1      | 12,4     | 5,6      | 4,7  |